# Водоземци (ТВ серија)
Водоземци (енгл. Amphibia) америчка је анимирана телевизијска серија твораца Мета Брелија и продуцирана од Disney Television Animation за канале Disney Channel и Disney XD. Гласове позајмљују Бренда Сонг, Џастин Фелбингер, Бил Фармер и Аманда Лејтон. Премијера серије била је 17. јуна 2019. године као привју на стриминг услугама DisneyNOW и YouTube три дана раније.
У Србији се приказује од 21. октобра 2019. године на каналу Disney Channel, титлована на српски језик. Титлове је радио студио SDI Media.